# 사키누 (배우)
사키누(파이완어: Sakinu, 1981년 4월 15일 ~ )는 대만의 배우이자 진행자이다. 중국어 이름은 장웨이밍(張蔚明)이다.

## 방송
- 곤석애정고사
- 생사첩선원
- 국제교패사2
- 국제교패사 외전: 화평귀래

## 영화
- 상비
- 산적나일변